# Barão de Cabo Frio
Barão de Cabo Frio é um título criado por D. Pedro II do Brasil por decreto de 21 de maio de 1874, em favor a Luís da Cunha Moreira.
Titulares
- Luís da Cunha Moreira – ministro da Marinha do Brasil;
- Joaquim Tomás do Amaral – diplomata brasileiro.